# Oscilador paramétrico óptico

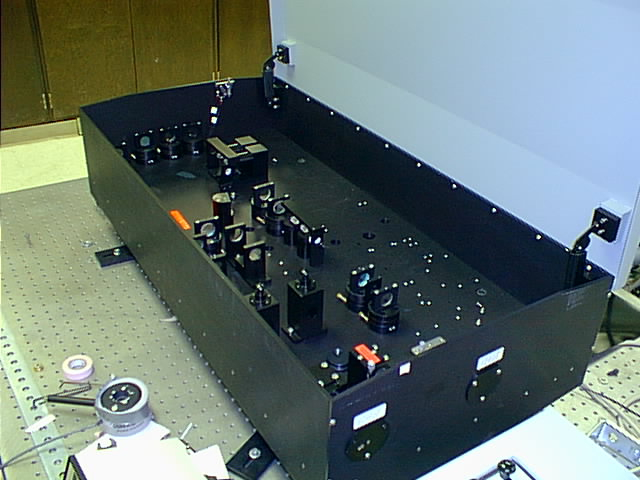
Montagem experimental de um OPO

Um oscilador paramétrico óptico (OPO) é um oscilador paramétrico que oscila na faixa óptica da radiação eletromagnética. O OPO é capaz de converter um feixe de laser incidente (chamado de bombeio) em dois feixes de saída com frequências menores, por interações não-lineares.
Por conservação de energia, a soma das frequências de saída corresponde à frequência de entrada. Por motivos históricos, o feixe de saída de maior frequência recebe o nome de feixe "sinal", e o outro de "complementar". No caso especial em que as duas frequências de saída são iguais, o sistema é dito degenerado.
O primeiro OPO foi construído por Joseph A. Giordmaine e Robert C. MIller em 1965, apenas 5 anos depois da invenção do Laser, e também foram gerados por pequisadores soviéticos. OPOs servem como fontes de luz coerente para diversas aplicações, e podem produzir luz comprimida para aplicações quânticas.
O OPO é constituído de uma cavidade óptica e um meio não-linear, que pode ser um cristal ou um vapor atômico, que ressoa na frequência de um dos feixes de saída, pelo menos. Em um cristal óptico não-linear, os feixes de bombeio, sinal e complementar se sobrepõem, levando à amplificação de sinal e complementar (amplificação paramétrica) e deamplificação do bombeio. O meio de ganho induz a ressonância dos feixes de saída, compensando as perdas da cavidade, que incluem o campo de saída.
Como as perdas da cavidade não dependem da potência de entrada, mas a amplificação sim, em pequenas intensidades de bombeio a amplificação é insuficiente o sistema entrar em oscilação. Porém, a partir do limiar de oscilação, o sistema oscila na frequência de saída e o ganho depende da amplitude de ressonância. Portanto, na condição de equilíbrio, o ganho iguala as perdas da cavidade. Como a amplitude ressonante aumenta com o aumento da potência do bombeio, a potência de saída também aumenta.
A eficiência de conversão de fótons, isto é, a razão do número de fótons gerados nos campos sinal e complementar pelo número de fótons incidentes, pode chegar a....... Geralmente, o limiar de oscilação está entre dezenas de miliwatts a unidades de watts, dependendo da cavidade, das frequências envolvidas no proceso, e o ganho do meio não-linear. A potência de saída pode atingir unidades de Watts.
Os OPOs podem ser pulsados ou de onda-contínua. OPOs pulsados são mais comuns, já que as altas potências envolvidas na geração dos feixes podem degradar a aparelhagem óptica se utilizadas por muito tempo.
Para manter a consistência da teoria quântica da luz, os estados sinal e complementar são extraídos do vácuo quântico. Se o feixe complementar é injetado no sistema junto com o bombeio, o processo se chama Geração de Frequência por Diferença. Esse processo é mais eficiente do que a oscilação paramétrica, e a princípio não possui limiar de oscilação.
Para alterar a frequência de saída, é possível alterar a frequência de entrada ou o acomplamento de fase do meio não-linear, o que pode ser feito alterando a temperatura de um cristal, sua orientação no espaço, etc. Também pode ser alterado o tamanho da cavidade, tanto para selecionar quanto para evitar "saltos" na frequência de saída. Isso é realizado através de um sistema de controle da cavidade, que envolve a utilização de elementos piezoelétricos acomplados aos espelhos.
Uma característica importante do OPO é a coerência e a largura espectral da radiação de saída.
Quando a potência de bombeio está significativamente acima do limiar de oscilação, os dois modos de saída são essencialmente estados coerentes. A largura de linha da onda ressonante é muito pequena (poucos kHz). Frequências não ressonantes também exibem larguras de linha estreitas, dependendo do feixe de bombeio. Esse tipo de OPO é largamente utilizado em espectroscopia.

## Propriedades Quânticas

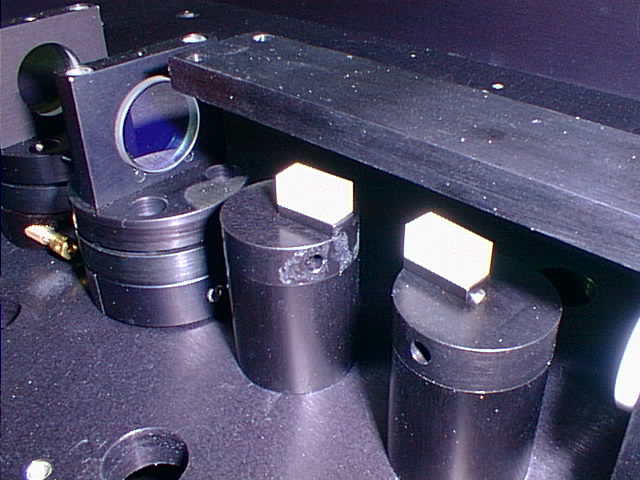
Cristais KTP como meios não-lineares

Os OPOs são a forma mais utilizada para gerar luz comprimida e estados entrelaçados em variáveis contínuas. Diversas demonstrações de protocolos de comunicação quânticos foram feitos com luz gerada por OPOs.
O processo de conversão descendente ocorre no regime de fóton simples: cada fóton do bombeio que é aniquilado dá origem a um par de fótons sinal e complementar. Consequentemente, há uma correlaçã discrta entre as intensidades dos campos sinal e complementar, de modo que pode haver compressão na subtração dessas intensidades. O maior nível de compressão já obtido foi de 12.7dBA.
Além das intensidades, as fases dos feixes de saída também estão correlacionadas, levando ao entrelaçamento predito em 1988. O entrelaçamento foi verificado pela primeira vez abaixo do limiar em 1992, e acima do limiar em 2005.
Acima do limiar de oscilação, a atenuação do bombeio o deixa vulnerável aos fenômenos quânticos que ocorrem no meio não-linar. A primeira medida de compressão no feixe de bombeio depois da interação paramétrica foi realizada em 1997.
Um grupo de pesquisa no Brasil confirmou experimentalmente que os três campos envolvidos (bombeio, sinal e complementar) ficam entrelaçados.
Os modos espaciais dos feixes de saída também compartilham correlações quânticas, de forma que é teoricamente possível superar o limite quântico de ruído também em sistemas de imagem.

## Aplicações
OPOs são usados como fonte de luz comprimida para espectroscopia atômica, e para geração de números aleatórios.